# وانديرسون ماسييل سوزا كامبوس
وانديرسون ماسييل سوزا كامبوس (7 أكتوبر 1994 بساو لويز في البرازيل - ) هو لاعب كرة قدم بلجيكي في مركز جناح ‏. لعب مع بيرسخوت إيه سي وخيتافي ب وليرس ونادي خيتافي.

## وصلات خارجية
- وانديرسون ماسييل سوزا كامبوس على موقع قاعدة بيانات كرة القدم.إي يو (الإنجليزية)
- وانديرسون ماسييل سوزا كامبوس على موقع Soccerbase.com (لاعب) (الإنجليزية)
- وانديرسون ماسييل سوزا كامبوس على موقع Soccerway.com (الإنجليزية)
- وانديرسون ماسييل سوزا كامبوس على موقع عالم كرة القدم.نت (الإنجليزية)
- وانديرسون ماسييل سوزا كامبوس على موقع AS.com (الإسبانية)